# Tommy Elphick
Tommy Elphick (Brighton, Anglia, 1987. szeptember 7. –) angol labdarúgó, labdarúgóedző, jelenleg a Bournemouth másodedzője.

## Pályafutása
Elphick a Brighton & Hove Albion akadémiáján kezdett el futballozni, első profi szerződését 2006 nyarán kapta meg a klubtól. Az első csapatban 2007 áprilisában, a Doncaster Rovers ellen mutatkozott be. Hamarosan a Brighton egyik legjobbjává nőtte ki magát, a 2007/08-as szezonban az év legjobbjának is megválasztották. 2012 augusztus 10-én leigazolta a Bournemouth. Teljesítményével hamar kiérdemelte a csapatkapitányi karszalagot és a 2012/13-as idény végén a Daily Echo című lapnál ő lett a szezon legjobb játékosa. A 2014/15-ös évadban csapatával bajnok lett a Chamiponshipben és feljutott a Premier League-be.